# Frédéric-Guillaume de Solms-Braunfels (1770-1814)
Le prince Frédéric-Guillaume de Solms-Braunfels (22 octobre 1770 à Braunfels – 13 avril 1814 à Slawentzitz) est un major-général prussien. 

## Biographie
Issu de la maison princière de Solms-Braunfels, il est le quatrième fils de Ferdinand de Solms-Braunfels (1721-1783) et de la comtesse Sophie-Christine-Wilhelmine de Solms-Laubach (1741-1772), fille de Christian Auguste de Solms-Laubach.
Il devient célèbre principalement par son mariage avec la princesse Frédérique de Mecklembourg-Strelitz. Elle est la veuve de Louis-Charles de Prusse (1773-1796). Quand elle tombe enceinte en 1798, il l'épouse pour éviter un scandale. La fille est morte peu après la naissance. Frédéric Guillaume aurait été fortement enclin à consommer de l'alcool et doit quitter le service militaire, en 1805, pour des raisons de santé. Il perd aussi de son revenu, et même son frère conseille à Frédérique de divorcer. Elle est d'abord contre, mais quand en 1813, elle rencontre Ernest Auguste Ier de Hanovre (1771-1851), elle aussi, veut le divorce. Frédéric-Guillaume meurt en 1814, à Sławięcice, avant que le divorce ne soit prononcé.

## Mariage et descendance
De son mariage avec Frédérique de Mecklembourg-Strelitz, il a les enfants suivants :
- La princesse Caroline de Solms-Braunfels (27 février 1799; 20 octobre 1799)[1]
- Enfant mort-né (1800-1800).
- Enfant mort-né (1800-1800).
- Guillaume de Solms-Braunfels (1801-1868); marié en 1831, à la comtesse Marie-Anne Kinsky de Wchinitz et Tettau (1809-1892).
- Sophie de Solms-Braunfels (1803-1803).
- Augusta-Louise de Solms-Braunfels (uk) (1804-1865); mariée en 1827, au prince Albert de Schwarzbourg-Rudolstadt (1798-1869).
- Alexandre de Solms-Braunfels (1807-1867); marié en 1863, à la baronne Louise de Landsberg-Velen (de) (1835-1894).
- Charles de Solms-Braunfels (1812-1875); marié d'abord de 1834-1841 (Mariage morganatique) à Louise Beyrich, et d'autre part, en 1845, à la princesse Sophie de Loewenstein-Wertheim-Rosenberg (1814-1876).